# أوريل دجاني
أوريل دجاني (بالعبرية: אוראל דגני‏) (8 يناير 1989 بحيفا في إسرائيل - ) هو لاعب كرة قدم إسرائيلي في مركز الدفاع. شارك مع منتخب إسرائيل تحت 21 سنة لكرة القدم ومنتخب إسرائيل لكرة القدم. أما مع النوادي، فقد لعب مع مكابي حيفا ومكابي نتانيا ونادي هبوعيل تل أبيب ونادي هبوعيل الخضيرة.

## وصلات خارجية
- أوريل دجاني على موقع الاتحاد الأوربي (الإنجليزية)
- أوريل دجاني على موقع إي إس بي إن إف سي (الإنجليزية)
- أوريل دجاني على موقع قاعدة بيانات كرة القدم.إي يو (الإنجليزية)
- أوريل دجاني على موقع ناشيونال فوتبول تيمز (الإنجليزية)
- أوريل دجاني على موقع Soccerway.com (الإنجليزية)
- أوريل دجاني على موقع عالم كرة القدم.نت (الإنجليزية)